# NK Omladinac Vrbova
NK Omladinac Vrbova je nogometni klub iz Vrbove.
NK Omladinac je osnovan 1961. godine. Klub se trenutno natječe u 1. ŽNL Brodsko-posavska.

#### Sezona 2009./10.
Juniori NK Omladinac Vrbova su u sezoni 2009/2010 igrali u skupini 2. ŽNL Brodsko-posavske (Županijski nogometni savez Brodsko-posavske), te su u istoj sezoni na županijskoj razini osvojili duplu krunu - prvo mjesto u Prvenstvenoj skupini Zapad te Kup u organizaciji Nogometnog središta Nova Gradiška.  Arhivirana inačica izvorne stranice od 7. ožujka 2016. (Wayback Machine)

#### Sezona 2013./14.
Seniori NK Omladinac Vrbova su u sezoni 2013/2014 osvojili prvo mjesto 2. ŽNL Brodsko-posavske Zapad (5. rang HNL-a 2013./14.#Zapad 2).  Arhivirana inačica izvorne stranice od 16. siječnja 2017. (Wayback Machine)

#### Sezona 2017./18.
Seniori NK Omladinac Vrbova su u sezoni 2017/2018 osvojili prvo mjesto 2. ŽNL Brodsko-posavske Zapad (6. rang HNL-a 2017./18.#Zapad 2).

#### Sezona 2018-/19.
Seniori NK Omladinac Vrbova u sezoni 2018/2019 nastupaju u 1. ŽNL Brodsko-posavske županije.

## Vanjske poveznice
- Internet stranica Nogometnog središta Nova Gradiška
- Internet stranica Županijskog nogometnog saveza Brodsko-posavske županije